# Chaturbate
Chaturbate (Kofferwort aus „Chat“ und „masturbate“ für masturbieren) ist eine US-amerikanische erotische Amateur-Livestream-Website (Camsex bzw. Cybersex). Die 2011 gestartete Website hat ihren Sitz in Kalifornien. Jeder kann dort im Rahmen der Regeln und Nutzungsrichtlinien der Seite sowie allgemeiner gesetzlicher Vorschriften eine eigene Webcamshow starten.

## Angebot
Unterteilt werden die Cams in weibliche, männliche, Transgender, Paare- und Spy-Webcams. Zudem kann man seine Show in jeweiligen Genres (z. B. nach sexueller Orientierung, Körperstruktur, Art der sexuellen Handlung usw.) mittels der Nutzung von Hashtags teilen. Produzenten haben zudem die Möglichkeit, ihre Seite zu gestalten, grundlegende Benutzerdaten preiszugeben und den Chat zu moderieren. Angemeldete Benutzer können ihre verfolgten Kanäle in einer „Abobox“ verwalten und, sofern es der Chat erlaubt, Kommentare schreiben, Bewertungen abgeben und Smileys schicken. Inhalte können über die Hauptseite, die jeweiligen Kategorien oder eine erweiterte Suche gefunden werden.

## Finanzierung
Zuschauer können die Shows mit Ausnahme der privaten Shows kostenlos schauen, aber auch Geld für bestimmte Cam-Wünsche bezahlen. Zudem haben sie die Möglichkeit, einige Videoclips erst durch ein kostenpflichtiges Bezahlen anschaubar zu machen. Die Seite selbst behält 40 % der Einnahmen für sich. Bezahlt wird mit Tokens, die zum Beispiel berechtigen, festzulegen, was als Nächstes gemacht werden soll.

## Geschichte und Statistik
Im Dezember 2017 erreichte die Website den weltweiten Alexa-Rang von 134. Damit ist sie die größte Website im Internet für Camsex und konkurriert mit BongaCams und LiveJasmin. Die Seite hat über 4,1 Millionen Zuschauer im Monat.

## Auszeichnungen und Awards
Chaturbate wurde schon mehrfach für diverse Awards nominiert. Gewonnen hat die Webseite für Webcamshows auch mehrfach.
- YNOT Awards 2018: Best Cam Platform (North America)
- YNOT Awards 2019: Best Live Cam Company
- XBIZ Awards 2019: Cam Site of the Year – Gay[14]
- XBIZ Awards 2020: Gay Web Brand of the Year[15]
- XBIZ Awards 2021: Cam Company of the Year[16]
- XBIZ Awards 2022: Cam Company of the Year[17]
- XBIZ Awards 2022: Cam Site of the Year (Freemium)[17]
- XBIZ Awards 2024: Cam Site of the Year (Freemium)[18]